# Spottiswoode Aitken
Spottiswoode Aitken, nato Frank Spottiswoode Aitken (Edimburgo, 16 aprile 1868 – Los Angeles, 26 febbraio 1933), è stato un attore scozzese, attivo negli Stati Uniti durante il periodo del cinema muto.

## Biografia
Iniziò la carriera a teatro, adolescente. Il suo nome appare nel cast di Billy: il lavoro, scritto da George Cameron, fu rappresentato a Broadway nel 1909 con la regia di Sidney Drew. Per più di vent'anni, Aitken si era spostato negli Stati Uniti con varie compagnie, finché nel 1907 incontrò David Wark Griffith che, in seguito, lo fece entrare all'American Mutoscope and Biograph Company.

### Carriera cinematografica
Griffith è anche il regista con cui lavorò nelle prime pellicole cinematografiche, tra cui pietre miliari del cinema quali La nascita di una nazione (nel ruolo del dott. Cameron) e Intolerance. La sua carriera include circa un centinaio di film.
Nel 1919, ebbe il ruolo del padre della protagonista in Evangeline di Raoul Walsh; nel 1922, ricoprì il ruolo dell'abate Faria accanto a John Gilbert in Monte Cristo. Tra i grandi registi con cui Aitken lavorò, vi fu anche Stroheim per cui fece il ministro della guerra in Donne viennesi. Nel 1925, ricoprì il ruolo del padre di Rodolfo Valentino in The Eagle. L'ultimo film, lo girò sotto la direzione di Frank Capra nel 1928.
Si ritirò, all'alba dell'avvento del sonoro, per problemi di salute.

## Filmografia

### Attore

#### 1911
- Her Humble Ministry, regia di Harry Solter (1911)
- The Cook (1911)
- The Battle, regia di David Wark Griffith (1911)

#### 1912
- Just Married (1912)
- The Sands of Dee, regia di D.W. Griffith (1912)
- Once Was Enough, regia di Jerold T. Hevener (1912)

#### 1913
- A Guilty Conscience, regia di Jerold T. Hevener (1913)
- What's in a Name?, regia di Joseph W. Smiley (1913)
- She Must Elope, regia di Arthur Hotaling (1913)
- Auntie's Affinity, regia di Barry O'Neil (1913)
- Pete Joins the Force (1913)

#### 1914
- The Two Slaves (1914)
- Too Proud to Beg (1914)
- The Green-Eyed Devil, regia di James Kirkwood - cortometraggio (1914)
- The Broken Bottle (1914)
- The Wheels of Destiny
- Liberty Belles, regia di Del Henderson (1914)
- Amore di madre o Home, Sweet Home, regia di D.W. Griffith (1914)
- The Girl in the Shack, regia di Edward Morrissey - cortometraggio (1914)
- The Angel of Contention, regia di John B. O'Brien (1914)
- Ragnatela (The Avenging Conscience: or 'Thou Shalt Not Kill'), regia di David W. Griffith (1914)
- The Availing Prayer, regia di Donald Crisp (1914)
- His Responsibility (1914)
- The Old Good-for-Nothing (1914)
- The Old Maid, regia di John B. O'Brien (1914)
- In Fear of His Past (1914)
- The Old Fisherman's Story, regia di John B. O'Brien (1914)

#### 1915
- What Might Have Been, regia di John B. O'Brien (1915)
- La nascita di una nazione (The Birth of a Nation), regia di David W. Griffith (1915)
- A Temperance Lesson, regia di John B. O'Brien (1915)
- The Outcast, regia di John B. O'Brien (1915)
- La vendetta del fuorilegge (The Outlaw's Revenge), regia di W. Christy Cabanne (1915)
- Captain Macklin
- Her Shattered Idol
- The Mystic Jewel
- The Little Boy Who Once Was He
- Providence and the Twins
- The Root of All Evil (1915)
- A Child of the Surf

#### 1916
- Pathways of Life, regia di Christy Cabanne (1916)
- The Price of Power (1916)
- Acquitted, regia di Paul Powell (1916)
- The Flying Torpedo, regia di John B. O'Brien, Christy Cabanne (1916)
- Macbeth
- An Innocent Magdalene, regia di Allan Dwan (1916)
- Intolerance, regia di David W. Griffith (1916)
- The Old Folks at Home
- The Wharf Rat, regia di Chester Withey (1916)
- L'americano (The Americano), regia di John Emerson (1916)

#### 1917
- Stage Struck, regia di Edward Morrissey - mediometraggio (1917)
- A Woman's Awakening, regia di Chester Withey (1917)
- Cheerful Givers, regia di Paul Powell (1917)
- Souls Triumphant, regia di John B. O'Brien (1917)
- Melissa of the Hills, regia di James Kirkwood (1917)
- Charity Castle, regia di Lloyd Ingraham (1917)
- Her Country's Call, regia di Lloyd Ingraham (1917)
- Southern Pride, regia di Henry King (1917)
- A Game of Wits, regia di Henry King (1917)

#### 1918
- Beauty and the Rogue, regia di Henry King (1918)
- The Mating of Marcella, regia di Roy William Neill (1918)
- How Could You, Jean?, regia di William Desmond Taylor (1918)
- In Judgment of..., regia di George D. Baker, Will S. Davis (1918)
- The Cruise of the Make-Believes, regia di George Melford (1918)

#### 1919
- Jane Goes A' Wooing, regia di George Melford (1919)
- The Secret Garden, regia di Gustav von Seyffertitz (1919)
- Who Cares?, regia di Walter Edwards (1919)
- Fighting Through, regia di William Christy Cabanne (1919)
- The Wicked Darling, regia di Tod Browning (1919)
- Captain Kidd, Jr., regia di William Desmond Taylor (1919)
- The White Heather, regia di Maurice Tourneur (1919)
- Caleb Piper's Girl, regia di Ernest Traxler (1919)
- An Innocent Adventuress, regia di Robert G. Vignola (1919)
- Hay Foot, Straw Foot, regia di Jerome Storm (1919)
- Evangeline, regia di Raoul Walsh (1919)
- Il romanzo dell'infaticabile cavaliere (Rough-Riding Romance), regia di Arthur Rosson (1919)
- The Broken Commandments, regia di Frank Beal (1919)
- Her Kingdom of Dreams, regia di Marshall Neilan (1919)
- Bonnie Bonnie Lassie, regia di Tod Browning (1919)
- The Thunderbolt, regia di Colin Campbell (1919)
- A Woman of Pleasure, regia di Wallace Worsley (1919)

#### 1920
- Witch's Gold, regia di Nat G. Deverich (come Nat Deverich)
- The White Circle
- Nomads of the North
- Dangerous Love

#### 1921
- The Unknown Wife, regia di William Worthington (1921)
- Reputation, regia di Stuart Paton (1921)
- At the End of the World, regia di Penrhyn Stanlaws (1921)
- Beyond, regia di William Desmond Taylor (1921)

#### 1922
- The Price of Youth
- The White Messenger
- Il caso della signora Dickson (Man of Courage)
- West Is Worst
- The Trap, regia di Robert Thornby (1922)
- Monte Cristo, regia di Emmett J. Flynn (1922)
- The Snowshoe Trail, regia di Chester Bennett (1922)
- La corsa al piacere (Manslaughter), regia di Cecil B. DeMille (1922)
- Il giovane Rajah (The Young Rajah), regia di Phil Rosen (1922)
- One Wonderful Night, regia di Stuart Paton (1922)
- La pitonessa (A Dangerous Game), regia di King Baggot (1922)

#### 1923
- Around the World in Eighteen Days, regia di B. Reeves Eason e Robert F. Hill (1923)
- Donne viennesi (Merry-Go-Round), regia di Rupert Julian e, non accreditato, Erich von Stroheim (1923)
- Six Days, regia di Charles Brabin (1923)
- The Love Pirate , regia di Richard Thomas (1923)

#### 1924
- Pioneer's Gold, regia di Victor Adamson (1924)
- Il trionfo (Triumph), regia di Cecil B. DeMille (1924)
- Lure of the Yukon, regia di Norman Dawn (1924)
- The Fire Patrol, regia di Hunt Stromberg (1924)
- Gerald Cranston's Lady, regia di Emmett J. Flynn (1924)
- Those Who Dare, regia di John B. O'Brien (1924)

#### 1925
- The Coast Patrol, regia di Bud Barsky (1925)
- The Goose Woman, regia di Clarence Brown (1925)
- L'aquila (The Eagle), regia di Clarence Brown (1925)
- Accused, regia di Dell Henderson (1925)

#### 1926
- The Power of the Weak, regia di William James Craft (1926)
- The Two-Gun Man, regia di David Kirkland (1926)

#### 1927-1928
- Roaring Fires, regia di Barry Barringer (1927)
- Il potere della stampa (The Power of the Press), regia di Frank Capra (1928)

### Sceneggiatore
- God's Great Wilderness, regia di David Hartford (1927)

## Spettacoli teatrali
- Billy (Broadway, 2 agosto 1909)